# 菲斯滕费尔德布鲁克
菲斯滕费尔德布鲁克（德語：Fürstenfeldbruck，發音：[fʏʁstn̩fɛltˈbʁʊk] ⓘ）是德国巴伐利亚州上巴伐利亚行政区菲斯滕费尔德布鲁克县的城市，也是菲斯滕费尔德布鲁克县的县治，面积32.53平方千米，2023年12月31日人口为38,187人。
菲斯滕费尔德布鲁克空军基地位于该地。

## 友好城市
- 扎达尔
- 義大利 切尔韦泰里
- 法國 利夫里加尔冈
- 美国 威奇托福尔斯
- 西班牙 阿尔穆涅卡尔